# صيغة صبغية

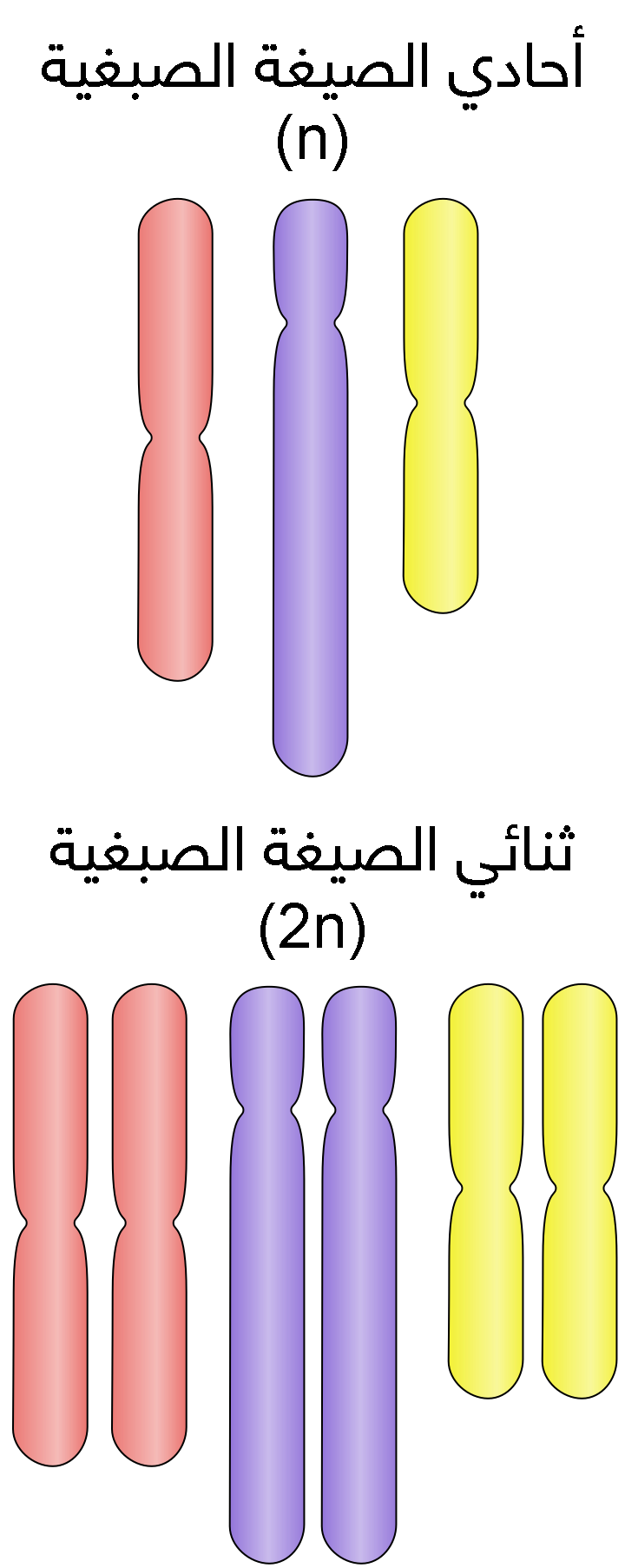
خلية ثنائية الصيغة الصبغية (ضعفانية) مثل خلية جسمية(أسفل) بها صيغة كروموسومات واحدة من الأب وصيغة كروموسومات واحدة من الأم. بعض الخلايا تكون فيها صيغة كروموسومية واحدة (فردانية)، مثل الحيوان المنوي والبويضة، وعند اندماجهما تتكون البويضة المخصبة وبها صيغتين كروموسومتين (ضعفانية).

الصيغة الصبغية هي عبارة عن مجموعة من الصبغيات في نواة الخلية. عادة ما تحمل الأمشاج (الحيوانات المنوية أو بويضة) مجموعة كاملة من الصبغيات التي تتضمن نسخة واحدة من كل كروموسوم، واختلال الصيغة الصبغية يؤدي عادة إلى مرض وراثي حاد في النسل.

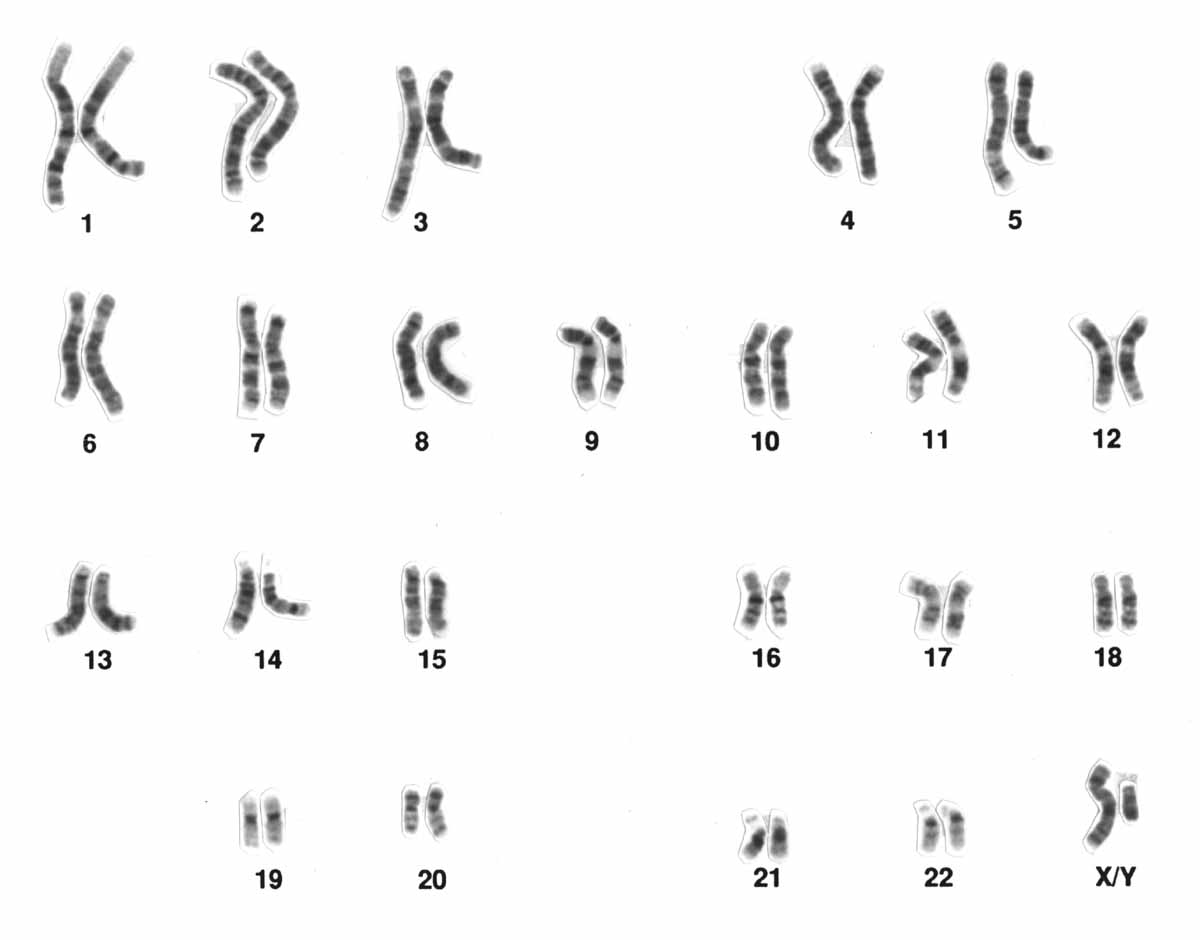
مجموعة كروموسومات رجل، عددها 46 كروموسوم ومن ضمنهم الكروموسومين الجنسيين X وY.

يتواجد الكائن الحي في الطبيعة على شكلين، كائن مشيجي أحادي الصيغة الصبغية (فرداني) (1n)، وكائن بوغي ثنائي الصيغة الصبغية (ضعفاني) (2n). إثنتين من الأمشاج تشكلان البيضة الملقحة. بالنسبة للبشر، وهي من الأنواع الضعفانية، أي ثنائية الصيغة الصبغية: تأتي 23 كروموسوم (أحدها كروموسوم X) في بويضة الأم، وتأتي 23 كروموسوم (أحدها كروموسوم Y أو X) من الحيوان المنوي، فإذا كان الحيوان المنوي يحمل كروموسوم Y فيتكون جنين «ذكر» من البويضة المخصبة، أما إذا كان يحمل كروموسوم X فإن البويضة المخصبة ستصبح «أنثى». خلية الإنسان الطبيعية تحتوي على 46 كروموسوم (أي n=2)؛ وهي تتكون من مجموعتين كاملتين كل منهما فرداني، أي أحادي الصيغة الصبغية، وهكذا تتشكل الـ 23 زوجاً صبغيّاً في خلية الإنسان، إضافة إلى كروموسوم X للأنثى وكروموسوم Y للذكر.
كما توجد كائنات حية تمتلك صيغات ثلاثية triploid (ثلاثي الصيغة الصبغية)؛ أو أيضا رباعية tetraploid (رباعي الصيغة الصبغية) أو سداسية (سداسي الصيغة الصبغية).

يتم وصف الخلايا الجسدية والأنسجة والكائنات الحية وفقًا لعدد مجموعات الكروموسومات الموجودة فيها («مستوى الصيغة الصبغية»): أحادي الصيغة الصبغية (مجموعة واحدة)، ثنائي الصيغة الصبغية أو ضعفاني (مجموعتان)، ثلاثي الصيغة الصبغية (3 مجموعات)، رباعي الصيغة الصبغية (4 مجموعات)، خماسي الصيغة الصبغية (5 مجموعات)، سداسي الصيغة الصبغية (6 مجموعات)، سباعي الصيغة الصبغية أو سيبتابلويد (7 مجموعات)، وما إلى ذلك. يستخدم المصطلح العام «تعدد الصيغة الصبغية» لوصف الخلايا التي تحتوي على ثلاث مجموعات من الكروموسوم أو أكثر من ذلك.